# Dassault Mirage IV
Dassault Mirage IV je francuski nadzvučni bombarder i zrakoplov za izviđanje koji je tijekom godina bio osnovno sredstvo za dostavu francuskog nuklearnog naoružanja. Sve bombarderske inačice su povučene do 1996. a sve izvidničke inačice do 2005.

## Razvoj
S početkom razvoja prve francuske nuklearne bombe otpočeo je i razvoj nosača koji će je prenijeti na ciljeve. Iako se Francuska mogla osloniti na američku tehničku pomoć, pa čak i kupiti američke bombardere i projektile, zbog političke neovisnosti (na kojoj je inzistirao de Gaulle) odlučeno je da cjelokupni program mora biti isključivo proizvod "domaće pameti". Iako je od samog početka francuski politički i vojni vrh tražio razvoj balističkih projektila za uporabu iz kopnenih baza i nuklearnih podmornica, bilo je jasno da će proći još dosta godina prije nego što one uđu u operativnu uporabu. Jednostavniji i brži način bio je razvoj strateškog bombardera. Razvoj Miragea IV započeo je još 22. ožujka 1954., kad je francusko ratno zrakoplovstvo objavilo natječaj za razvoj novog nadzvučnog lovca. U uži izbor ušla su tri prijedloga, koji su u osnovi bili prijedlozi i za lovački avion. Najradikalniji je bio hibridni mlazno/raketni avion SO 9050 Trident 2 tvrtke La Société Nationale de Construction Aéronautique du Sud-Ouest (SNCASO). Bio je to relativno mali avion dužine 13,26 m i najveće mase 5900 kilograma. Tri raketna motora smještena su u stražnji dio trupa, a dva mala mlazna motora postavljena su na vrhove krila. Iako je francusko ratno zrakoplovstvo ozbiljno razmatralo taj koncept kao osnovu za lovce-presretače, na kraju je ipak odbačen.
Drugi je prijedlog bio SE 212 Durandal tvrtke La Société Nationale de Construction Aéronautique du Sud-Est (SNCASE). Bio je to, za tadašnje uvjete, napredni koncept lovca s delta krilom i mlaznim motorom smještenim u trupu. Jedini problem SNCASE bio je prijedlog iz tvrtke La Générale Aéronautique Marcel Dassault (GAMD), koja je nudila sličan ali nešto bolji koncept označen kao MD550, koji će poslije dobiti oznaku Mirage I. Iako je Mirage I imao pogonsku grupu od dva turbomlazna motora M.D. 30R (Armstrong Siddeley) Viper, pojedinačnog potiska 9,6 kN, i jedan raketni motor SEPR 66 potiska 14,7 kN, te pokazao najbolje letne osobine, njegove skromne dimenzije (dužine samo 11,10 i raspona krila 7,3 m) učinile su ga premalim za opremanje radarom i vođenim projektilima zrak-zrak. Zbog toga je Dassault predložio veći Mirage II opremljen s dva turbomlazna motora Turbomeca Gabizo. Cijeli je projekt otkazan radi još potentnijeg Miragea III. Prvi prototip Miragea III prvi je put poletio 17. studenog 1956., a već tijekom šestog leta (19. rujna 1957.) dostigao je brzinu od 1,8 Macha.
Brzina od 2,2 Macha dostignuta je 12. svibnja 1958. Tako je Mirage III postao ne samo najbolji francuski lovac već i jedan od najboljih svjetskih lovaca svog vremena. Zbog toga ne začuđuje odluka francuskog ratnog zrakoplovstva od 20. ožujka 1957. da se na osnovi Miragea III napravi znatno veći strateški bombarder Mirage IV. Osnovni su zahtjevi bili mogućnost leta iznad 2 Macha 20 ili više minuta, dolet dovoljan da se napadnu sovjetski gradovi u europskom dijelu, te nosivost dovoljna da se ponese barem jedna nuklearna bomba. Osim toga, odabrana je dvočlana posada s pilotom i navigatorom, koji su sjedili jedan iza drugoga kako bi se zadržala vitka forma trupa. Prvotni prijedlog Dassaulta bio je Mirage IVC, znatno uvećani Mirage III opremljen s dva američka turbomlazna motora Pratt & Whitney J75. Bio je to siguran izbor jer se J75 rabio na putničkim avionima Boeing 707 i Douglas DC-8, te na vojnim Lockheed U-2, Republic Aviation F-105 Thunderchief i Convair F-106 Delta Dart. Ovisno o inačicama, J75 je davao oko 76 kN potiska. Međutim, uporaba američkih motora značila bi kršenje političke odluke o neovisnom razvoju svih sustava vezanih uz nuklearno oružje, te je odbačena. Umjesto toga odabran je francuski motor SNECMA Atar 09B, koji se već rabio na Mirageu III. Jedini je problem bio što je Atar 09B davao znatno manje potiska - 58,8 u odnosu na 76 kN kod J75. Uz to francuski je motor trošio mnogo više goriva nego američki. Manji potisak značio je i manju nosivost, pa je Mirage IVA bio znatno manji od Miragea IVC. Zapravo je Mirage IVA bio tek povećana kopija Miragea III, izuzevši uporabu dva motora. Usprkos tome projektanti su uspjeli u trup i krila smjestiti tri puta više goriva nego u Mirage III.
S obzirom na izmijenjenu pogonsku grupu postavljeni su novi zahtjevi. Maksimalna masa pri polijetanju trebala je biti 32 tone, uz dovoljno goriva za borbeni polumjer djelovanja od 1100 kilometara, pri nadzvučnim brzinama leta na barem pola udaljenosti. Zadani borbeni polumjer djelovanja mogao se dostići dopunom goriva u letu.

## Dizajn
U osnovi Mirage IV je za 50 posto povećana kopija Miragea III. Usprkos povećanju dimenzija od 50 posto, masa je povećana za čak dva puta. Dio je povećanja mase otpalo na ugradnju još jednog motora, ali je znatno veći dio povećanja uzrokovan ugradnjom velikih spremnika za gorivo ukupne zapremine 15 tona, kako bi se ostvario zadani borbeni polumjer djelovanja. Budući da bi tijekom polijetanja i postizanja visine motori redovito potrošili nekoliko tona goriva, svi su Miragei IV naknadno opremljeni s dva dopunska odbaciva spremnika za gorivo pod krilima pojedinačne zapremine 2500 litara. Da se ne bi smanjivali spremnici za gorivo u trupu, odlučeno je da će se nuklearno oružje nositi ispod trupa, tek djelomično uvučeno u njega, kako bi se smanjio otpor zraka.
Konstrukcija trupa i krila napravljena je gotovo isključivo od metala, uglavnom od aluminija. Oblik velikih polukružnih usisnika za zrak preuzet je s Miragea III, te su opremljeni sustavom za promjenu presjeka kako bi se prilagodili uvjetima letenja pri raznim brzinama i visinama. Još jedna manja izmjena u odnosu na Mirage III bila je dodavanje druge kabine namijenjene navigatoru, postavljene iza kabine pilota. Mirage IV je bio bombarder, a to znači da mu je jedina zadaća bila stići do cilja. Zbog toga je pokrov pilotske kabine pilotu omogućavao pogled prema naprijed i samo malo u stranu. Pogled prema natrag bio je potpuno ograničen. S druge strane, to je značilo da će pilot imati odličnu preglednost svih pokaznika na kokpitu, bez obzira na snagu sunčeve svjetlosti tijekom leta na velikim visinama. Iz istih razloga navigator je imao samo dva mala prozora, tek toliko da mu ulazi svjetlo u kabinu. Zanimljivo je da je navigator imao i periskop koji je prolazio kroz donji dio aviona i omogućavao mu da vidi Zemlju. Oba člana posade sjedila su na izbacivim sjedalima Martin Baker Mark 4, koje je po licenci proizvodila tvrtka Hispano. Sjedala su se mogla uporabiti i tijekom vožnje na zemlji, ali su zahtijevala barem minimalnu brzinu aviona. 
Naravno, veće dimenzije i masa aviona automatski su doveli i do ugradnje jačeg stajnog trapa. Nosna noga je dobila dva, a glavne noge čak četiri kotača (po dva u paru). Na taj je način barem teoretski omogućeno djelovanje sa slabo uređenih ili djelomično oštećenih poletnih staza. Kako se ne bi diralo u spremnike gorivom u trupu, noge glavnog stajnog trapa uvlačile su se u krila. Četiri kotača su ipak bila preširoka za krila pa su njih smjestili u donji dio usisnika za zrak.
Mirage IV je projektiran da veći dio leta (prodor kroz neprijateljski zračni prostor) provede u nadzvučnoj brzini, to jest da ima mogućnost nadzvučnog krstarenja. Zbog toga je cijela konstrukcija prilagođena smanjenju otpora pri velikim brzinama, pa je odabrano i delta krilo, koje omogućava velike brzine na velikim visinama. Delta krilo je omogućilo ne samo letenje velikim brzinama već i zavidnu pokretljivost u zraku, koja je graničila s pokretljivošću lovačkih aviona, naročito kad su spremnici za gorivo bili poluprazni, a borbeni teret odbačen. S druge strane, delta krilo je zahtijevalo vrlo veliku stazu polijetanja. Iako se ne može naći službeni podatak, navodno je bila mnogo veća od 2000 metara. Zbog toga je razvijena raketa označena kao JATO potiska 4,11 kN. Dvanaest raketa postavljalo bi se na Mirage IV te rabilo tijekom polijetanja. Dodatni je potisak bio dovoljan da se dužina poletne staze najmanje prepolovi. Rakete su se odbacivale nakon prestanka rada. Još jedna negativna posljedica uporabe delta krila bila je velika brzina slijetanja i duga staza kočenja. Kako bi se skratila u rep ispod kormila pravca, ugrađen je veliki kočeći padobran.
Iako je prvotno Mirage IV projektiran za prodore na velikim visinama velikim brzinama, opremili su ga navigacijskim radarom Thomson-CSF DRAA 8A smještenim u nosu. Kao dopuna tom radaru, otprilike na sredini trupa ugrađen je Marconijev Dopplerov radarski navigacijski sustav. Dassault je proizvodio letno računalo koje je nadopunjeno SFENA autopilotom. Važan dio opreme bio je i sustav za otkrivanje radarskog zračenja Thomson-CSF Type BF. Zanimljivo je da su sustavi za ometanje ugrađeni u kontejnere koji su se vješali ispod krila. Iako je s jedne strane takvo rješenje donosilo povećanje otpora zraka i smanjenje doleta, s druge je omogućavalo da se uvijek rabe najnoviji sustavi, bez potrebe većih promjena u trupu aviona. Pod desnim krilom najčešće se nosio kontejner sa sustavom za izbacivanje mamaca Philips BOZ 100, a pod lijevi postavljao se kontejner sa sustavom za radarsko ometanje Thomson-CSF Barem.

### Naoružanje
Prvo naoružanje Miragea IV bila je nuklearna bomba N-11 (dio francuskih izvora navodi oznaku AN-11), ujedno i prvo francusko nuklearno oružje. Iako je bojna glava ove bombe rabljena još 13. veljače 1960. za prvu francusku nuklearnu eksploziju, sama je bomba prvi put testirana 1. svibnja 1962. U operativnu je uporabu uvedena dvije godine poslije. Imala je masu od oko 1500 kg i najveću snagu od 60 kT. Od 1963. do 1968. proizvedeno je oko 40 N-11. Iako se kao glavni korisnik N-11 navodi Mirage IV, neki francuski izvori navode da je i nekoliko lakih bombardera Sud Aviation Vautour bilo prilagođeno za njezinu uporabu.

N-11 je brzo zastarjela te je već 1967. započela njezina zamjena novom N-22 (AN-22). U odnosu na N-11, N-22 je imala masu od samo 700 kg, a snaga joj je bila između 60 i 70 kT. Proizvedeno je 40 N-22. Usprkos smanjenju mase svaki je Mirage IV mogao ponijeti samo po jednu N-22. U operativnoj uporabi ona je ostala sve do 1. srpnja 1988., kad je zamijenjena znatno modernijim vođenim projektilom zrak-zemlja Air-Sol Moyenne Portée (ASMP). ASMP je u operativnu uporabu uveden 1986. godine, na Mirageima IV, ali i na palubnim jurišnicima Dassault Super Étendard. Navodno je u razdoblju od 1985. do 1990. godine proizvedeno 150 tih projektila, ali ih je u operativnoj uporabi bilo između 80 i 90 primjeraka. Nakon umirovljenja Miragea IV, rabi se na Mirageima 2000N, Rafaleima i Super Étendardima. Dužina ASMP projektila je samo 5,38 metara i masa 860 kg. Opremljen je nuklearnom bojnom glavom TN 81 snage od 150 do 300 kT. Nakon lansiranja ubrzava do dva ili čak tri Macha, ali mu je zato domet ograničen na 80 do 300 kilometara.

Ako nije nosio dodatne spremnike za gorivo ispod krila i kontejnere sa sustavima za ometanje, Mirage IV je mogao ponijeti i šest konvencionalnih bombi pojedinačne mase 1200 kg, ili četiri proturadarska projektila AS-37 Martel.

## Tehničke karakteristike
Osnovne karakteristike
- posada: 2 (pilot i navigator)
- dužina: 23,50 m
- raspon krila: 11,84 m
- površina krila: 78 m2
- visina: 5,65 m

Letne karakteristike
- najveća brzina: 2.350 km/h
- dolet: 4.000 km (krstarenje bez naoružanja)
- brzina penjanja: 43,1 m/s
- najveća visina leta: 20.000 m
- specifično opterećenje krila: 405-429 kg/m2
- motor: 2 × SNECMA Atar 9K-50